# Chepri
Chepri was een scheppergod in het Oude Egypte die later een verschijningsvorm van de zonnegod Ra of Re werd. Hij werd specifiek geassocieerd met de opkomende zon. Zijn naam betekent worden of gebeuren en dat is dan ook het achter dit symbool liggend filosofisch concept. De Egyptenaren geloofden dat de god uit zichzelf was ontstaan. Hij had dus geen vader of moeder. Alhoewel het om een zeer archaïsche godheid gaat, verschijnen amuletten met de scarabee pas in het Middenrijk.
Zijn associatie met de mestkever of scarabee lijkt niet vanzelfsprekend, maar kan toch duidelijk worden verklaard. Enerzijds duwen ze hun zaad in een grote bal die ze voor zich uit duwen. Dit is vergelijkbaar met de zonnebaan. Hun associatie met de zelfgenese komt voor de Egyptenaren waarschijnlijk voort uit het spontaan ontstaan van mestkevers in de mest.
De god Chepri was zeer populair in het Oude Egypte en we vinden talrijke afbeeldingen van de mestkever in de vorm van amuletten, die de dode moesten beschermen tegen onheil, en schilderingen op de muren van graven. Het centrum van de cultus van Chepri lag in Heliopolis, de stad van de zon.
Farao's gebruikten deze godheid dikwijls in hun koningsnaam. Voorbeeld (zie afbeelding onder): Neb-Cheper-oe-Ré, koningsnaam van Toetanchamon, betekenis: Heer van de manifestaties van Ra.

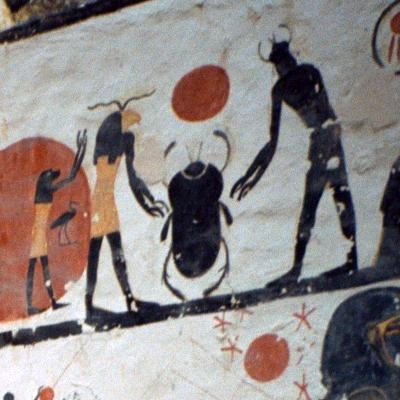
Chepri als mestkever in een graf in de Vallei der Koningen
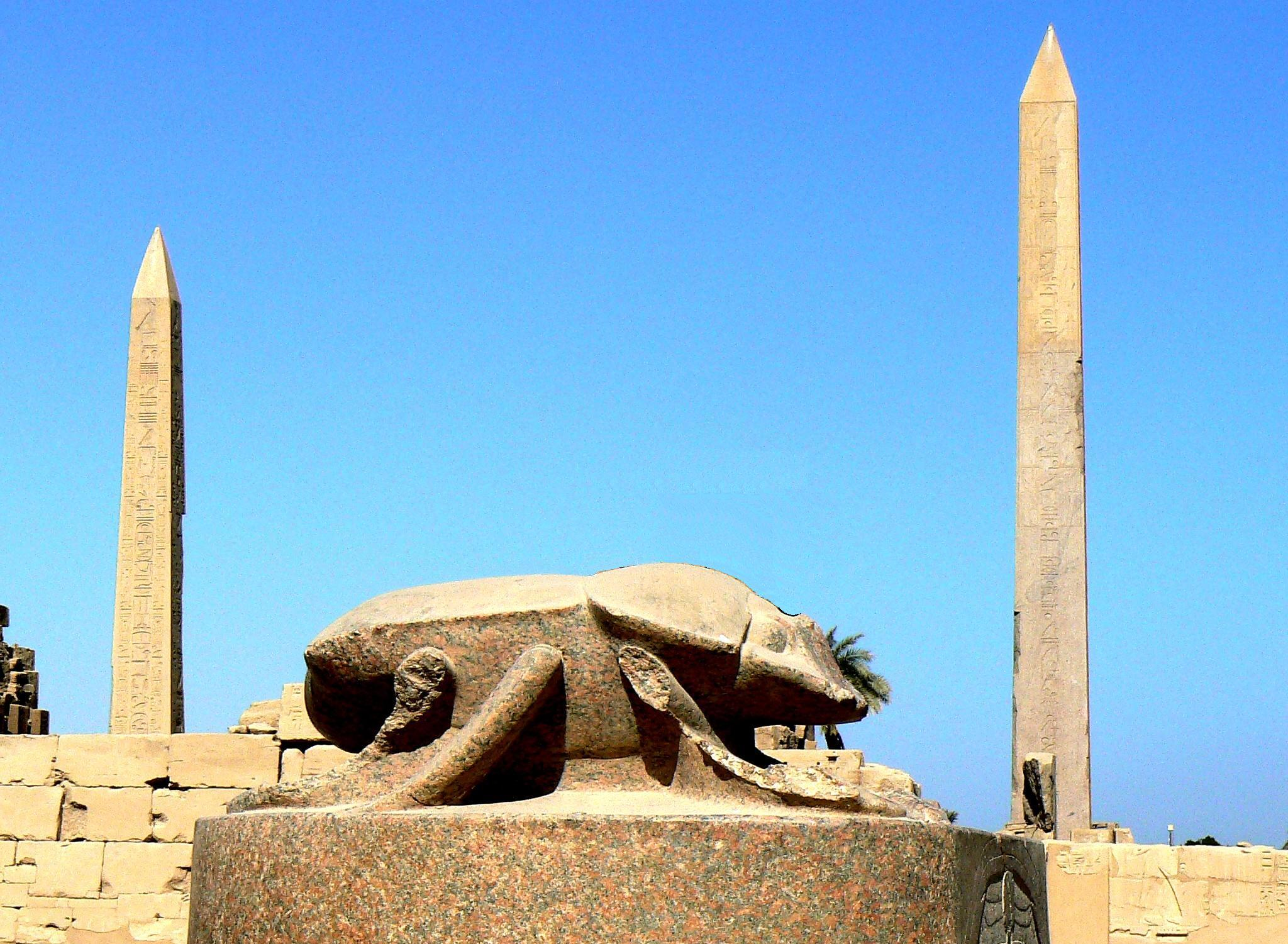
Chepristele in Karnak
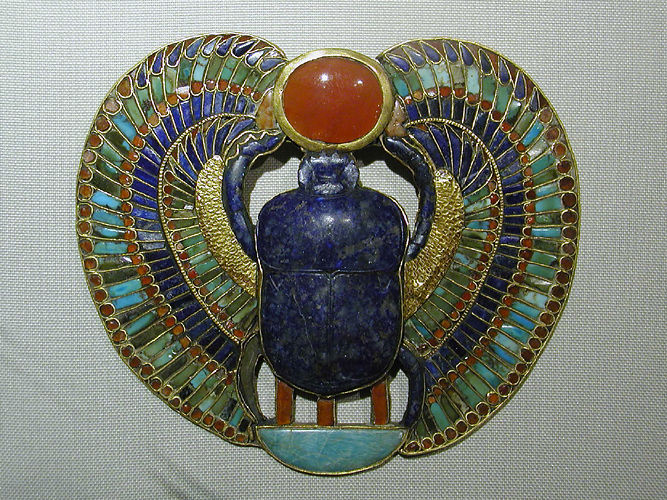
Neb-Cheper-oe-Ré, koningsnaam van Toetanchamon